# Arturo Lezama Bagez
Arturo Lezama Bagez (1899 - 1964), va ser un polític uruguaià, president del Consell Nacional de Govern durant l'any 1957.
Va cursar els seus primers estudis a Rocha, i estudis universitaris a Montevideo. Allà va ingressar a l'administració pública al Ministeri d'Obres Públiques i a la Caixa de Jubilacions i Pensions Civils. Des de 1929 a 1933 va integrar l'Ex Assemblea Representativa de Montevideo i des de 1942 a 1946 la Junta Departamental. És anomenat representant entre 1947 i 1955, cambra que va presidir entre 1951 i 1953. Membre de la delegació uruguaiana a les Nacions Unides (1953). Va integrar el Consell Nacional de Govern entre 1955 i 1959, presidint l'òrgan el 1957. El 1963 va ser membre i va presidir la Junta Departamental de Montevideo.